# Botryosphaeria
Botryosphaeria Ces. & De Not. – rodzaj grzybów z klasy Dothideomycetes. Grzyby mikroskopijne, pasożyty roślin.

## Charakterystyka
Należące do tego rodzaju gatunki są szeroko rozprzestrzenionymi pasożytami roślin. Są nekrotrofami, tzn. nie potrafią się odżywiać zdrowymi tkankami rośliny, najpierw je zabijają, potem żywią się martwą już materią organiczną. Niektóre wywołują choroby o dużym znaczeniu gospodarczym.
Tworzą średniej wielkości, kuliste askostromy o barwie od ciemnobrunatnej do czarnej. Początkowo są zanurzone w tkankach roślin, podczas dojrzewania zarodników wynurzają swoje ujścia ponad skórkę rośliny. Worki oddzielone są nibywstawkami, zarodniki zazwyczaj jednokomórkowe.

## Systematyka i nazewnictwo
Pozycja w klasyfikacji według Index Fungorum
Botryosphaeriaceae, Botryosphaeriales, Incertae sedis, Dothideomycetes, Pezizomycotina, Ascomycota, Fungi.
Taksonomia
Takson ten utworzyli w 1863 r. Vincenzo de Cesati i Giuseppe De Notaris. Ma około 50 synonimów.
Niektóre gatunki występujące w Polsce
- Botryosphaeria festucae (Lib.) Arx & E. Müll. 1954
- Botryosphaeria gleditsiae (Schwein.) Sacc. 1882[5]
- Botryosphaeria hyperborea M.E. Barr 1970
- Botryosphaeria quercuum (Schwein.) Sacc. 1882
- Botryosphaeria stevensii Shoemaker 1964
- Botryosphaeria visci (Kalchbr.) Arx & E. Müll. 1954

Nazwy naukowe na podstawie Index Fungorum. Wykaz gatunków występujących w Polsce według W. Mułenki i in.